# Општина Фрасинет (Калараш)
Фрасинет (рум. Frăsinet) општина је у Румунији у округу Калараш.
Oпштина се налази на надморској висини од 18 m.